# 損害保険料
損害保険料（そんがいほけんりょう）とは、損害保険契約において、保険契約者が危険引受の対価として保険会社に支払う金銭のことをいう。

## 損害保険料の構成
保険料（P）=純保険料（Pλ）+保険会社経費（Pε）+代理店手数料（Pθ）+保険会社の利潤（Pδ）･･････①
- P（プレミアム）：合計保険料
- λ（ラムダ）：予定損害率（推計損害率が基本だが、その他経費等の控除額の場合もある）
- ε（イプシロン）：予定社費率（営業経費、損害調査費等）
- θ（シータ）：予定代理店手数料率（完全成功報酬。商品によって異なる）
- δ（デルタ）：予定利潤率（基本は5%）

※λ+ε+θ+δ=100%

## 損害保険料の算定方法（総論）
各損害保険商品の全体の保険料水準を定める方法として主なものに、次の「純保険料法」と「損害率法」がある。契約ごとに適用される保険料は、この制約条件に従い所定の計算式（後記「各論」参照）で定められる。

### 純保険料法（FD法：Frequecy-Damage Method）
事故発生頻度（=事故件数÷総契約件数）と平均損傷率（=平均支払保険金÷平均保険価額）の乗算によって求める方法。
事故発生頻度の実績がf'、平均支払保険金の実績がd'とすると、純保険料r'は、
r'=f'×d'
となる。実績社費をe'、実績代理店手数料率をθ'とすると、改定後の保険料P'は、次の計算式で求められる。
P'=r'+e'+P'θ'+P'δ
P'=（r'+e'）/（1-（θ'+δ））

### 損害率法
既存商品の損害率等の実績を基に、保険料を算定（改定）する方法。
現行の保険料を上記①のとおりとし、次の実績数値が得られたとすると、
- λ'：実績損害率
- ε'：実績社費率
- θ'：実績代理店手数料率

改定後の保険料P'は、次の計算式で求められる。
P'=Pλ'+Pε'+P'θ'+P'δ
P'={（λ'+ε'）/（1-（θ'+δ））}×P

## 損害保険料の算定方法（各論）
契約ごとに適用される保険料は、上記全体の保険料水準を満たすことを条件として、一般に次の計算式で定められている。
- 火災保険料=保険金額×保険料率×補償範囲変更係数×危険度係数
- 賠償責任保険料=保険料算出のための基礎数値×基本保険料×（填補限度額変更係数-免責金額変更係数）×補償範囲変更係数×危険度係数

ここで保険料計算式が火災保険と賠償責任保険とで異なっているが、かつてコンピュータのなかった時代、保険募集従事者の利便に資するために簡便なものとするためであって、両者の基礎にある考え方は共通である。火災保険も保険金額を高額にした場合の計算式は賠償責任保険と同様であり、損害保険料計算の一般式は賠償責任保険で用いられているものである。火災保険はその基礎データや計算の前提の置き方等の特殊性（例えば、火災保険は小額の事故発生頻度は逓減しないとしている）により上記特殊な形式となっていることに注意が必要である。